# Tulasnella cruciata
Tulasnella cruciata é uma espécie de fungo pertencente à família Tulasnellaceae.